# Isotta Fraschini V.4
Der Isotta Fraschini V.4 ist ein Flugmotor des italienischen Herstellers Isotta Fraschini.

## Beschreibung
Der Isotta Fraschini V.4 wurde bei Isotta Fraschini entwickelt und ab 1916 gebaut. Das V steht im Namen für Volo (deutsch: Fliegen). Die Abmaße des Motors betragen 1.470 mm Länge, 460 mm Breite, 1.020 mm Höhe und ein Gewicht von 264 kg (ohne Schmier- und Treibstoff). Der Motor ist ein sechszylindriger, wassergekühlter Reihenmotor. Die Zylinderbohrung hat ⌀ 130 mm, einen Hub von 180 mm und 14,3 Liter Hubraum. Das Verdichtungsverhältnis beträgt 4,8:1. Er konnte 150 PS (ca. 110 kW) als V.4 bzw. 160 PS (ca. 120 kW) als V.4B bei einer Drehzahl von 1,450 min−1 leisten.
Alfa Romeo baute den Motor in Lizenz.

## Versionen
- Isotta Fraschini V.4, Prototyp mit 150 PS (ca. 110 kW)[2][3]
- Isotta Fraschini V.4A, Vorserie mit 150 PS (ca. 110 kW)[2][3]
- Isotta Fraschini V.4B, Serien-Version mit 160 PS (ca. 120 kW)[2][3]
- Isotta Fraschini V.4Bb, leicht überarbeitete V.4B 160 PS (ca. 120 kW)[2][3]

## Verwendung (Auswahl)
- CANT 7
- Caproni Ca.3
- Caproni Ca.30
- Caproni Ca.33
- Caproni Ca.34
- Caproni Ca.35
- Caproni Ca.36
- FBA Type H
- Macchi L.1
- Macchi M.5
- Macchi M.6
- Macchi M.8
- SIAI S.8